# Kazimierz Mieleszczuk
Kazimierz Mieleszczuk (ur. 25 grudnia 1939 w Kosowie Poleskim, zm. 17 stycznia 2021 w Chorzowie) – polski piłkarz ręczny, mistrz i reprezentant Polski.

## Życiorys
W okresie II wojny światowej stracił oboje rodziców. Uratował go wuj, z którym zamieszkał w Mielcu, następnie w Siemianowicach. W 1945 zamieszkał z rodziną swojej ciotki w Piotrkowie Trybunalskim. Tam rozpoczął naukę w I Liceum Ogólnokształcącym im. Bolesława Chrobrego, ale z uwagi na talent do sportu w 1954 przeniósł się do Technikum Wychowania Fizycznego w Katowicach, gdzie jego trenerem był Zdzisław Weiss.
Początkowo występował w trzecioligowym Górniku Trzebinia, od 1957 był graczem AZS Katowice, z którym w tym samym roku zdobył wicemistrzostwo Polski zespołów 11-osobowych. W odmianie 7-osobowej sięgnął kolejno po trzy brązowe medale (1960, 1961, 1962), wicemistrzostwo Polski w 1963 i mistrzostwo Polski w 1964. Po spadku AZS do II ligi w 1967, w sezonie 1967/1968 był graczem Pogoni Zabrze, następnie powrócił do AZS Katowice, gdzie grał do końca kariery w 1970.
W 1958 otrzymał pierwsze powołanie do reprezentacji Polski seniorów, ale ze ewentualnej gry wyłączyła go choroba. W reprezentacji Polski seniorów debiutował w 1960, w 1965 zdobył z drużyną Puchar Bałtyku. W 1966 wystąpił na mistrzostwach świata w odmianie 11-osobowej, zajmując z zespołem 4. miejsce, w 1967 na mistrzostwach świata w odmianie 7-osobowej, zajmując z zespołem 9-12 miejsce. Karierę reprezentacyjną zakończył w 1968. Łącznie w I reprezentacji wystąpił w latach 1960–1968 w 51 spotkaniach, zdobywając 94 bramki (odmiana 7-osobowa). W odmianie 11-osobowej zagrał w latach 1962–1966 w 10 spotkaniach, zdobywając 5 bramek.
W 1985 został wybrany do „siódemki” 40-lecia polskiej piłki ręcznej. W 2001 otrzymał Diamentową Odznakę Związek Piłki Ręcznej w Polsce, w 2018 Odznakę Diamentową z Wieńcem za Zasługi dla Piłki Ręcznej.
Po zakończeniu kariery prowadził razem z żoną kwiaciarnię w Bytomiu.
Jego wnuczką jest piłkarka ręczna Żaneta Lipok.